# Огњена
Огњена или Огњенка су женска имена словенског порекла. Значење имена долази од именице огањ. Мушки парњак ових имена је Огњен.
Постоје и женски облици Огњана и Огњанка. Мушки парњак ових имена је Огњан.